# 昆都山五圣庙
昆都山五圣庙是一处位于中国广东省佛山市三水区金本江根村的清代古建筑，1983年公布为三水市文物保护单位。三水市撤销后，原三水市文物保护单位大多在2006年10月25日列入第四批佛山市文物保护单位，而昆都山五圣庙不在其中。